# 강철의 사나이
강철의 사나이(Steel)는 미국에서 제작된 스티브 카버 감독의 1979년 영화이다. 리 메이저스 등이 주연으로 출연하였고 피터 S. 데이비스 등이 제작에 참여하였다.

## 출연

### 주연
- 리 메이저스
- 제니퍼 오닐
- 아트 카니
- 조지 케네디

### 조연
- 레드몬드 글리슨
- 테리 키저
- 리차드 린치
- 앨버트 서미
- 해리스 유린